# غرغشته فیروز کتوازی
غرغشته فیروز کتوازی (زاده ۱۳۵۹ ولسوالی زرغون‌شهر، ولایت پکتیکا) سیاست‌مدار افغانستانی و نماینده مردم پکتیکا در دوره پانزدهم مجلس نمایندگان افغانستان است.

## زندگی‌نامه
غرغشته فیروز کتوازی متولد ۱۳۵۹ از ولسوالی زرغون‌شهر ولایت پکتیکا افغانستان است. وی محصل دانشگاه تعلیم و تربیت و دارای مدرک دیپلم IPD از نبراسکا، ایالت متحده آمریکا است.

## دیگر فعالیت‌ها
- معلم[۱]
- رئیس اتحادیه جوانان پکتیکا.[۱]
- مسئول بخش تعلیم و تربیت در جامعه مدنی ولایت پکتیکا.[۱]
- مسئول روابط بین‌المللی و مسئول اسناد و ارتباط در اتحادیه معلمین کابل.[۱]
- همکاری و نوشتن مقاله برای رسانه‌های چاپی مانند روزنامه‌های هیواد، پکتیکا غر و …[۱]